# Salo Rossberger
 Salo Rossberger  (zm. 1936) – lekarz i radny rady Jarosławia.
Studia medyczne odbył na wydziale lekarskim Uniwersytetu w Wiedniu tytułem doktora nauk medycznych ze specjalnością chirurg-dentysta i dermatolog.
W  1878 roku był  założycielem Stowarzyszenia Rękodzielników Żydowskich Jad Charuzim w Jarosławiu po czym jego wiceprezesem (1895–1900), a  w latach 1900–1936 jego dożywotnim prezesem. Był też założycielem Gazety Jarosławskiej, Głosu Jarosławskiego, Kuriera Jarosławskiego i Tygodnika Jarosławskiego.  W latach 1885–1936 był radnym Rady miasta Jarosławia. Zmarł 14 stycznia 1936 roku w Jarosławiu.

## Literatura
- Sprawy miejscowe Tygodnik Jarosławski Jarosław 1897
- Z kroniki żałobnej Gazeta Jarosławska Jarosław 1936